# Web-Observatorium
Ein Web-Observatorium ist ein System, das Daten über das Web und seine Benutzer sowie deren gegenseitigen Wirkungen sammelt und verbindet.
Web-Observatorien gehen auf Projekte des Web Science Trust (WST) zurück und dienen der Erforschung sozialer und technischer Aspekte des Web im Rahmen der Webwissenschaft. Eines der 14 weltweit verteilten und vernetzten Observatorien befindet sich an der Universität Koblenz.
Im Gegensatz zur Nutzerverfolgung dienen die gewonnenen Daten aus den Observatorien nicht kommerziellen, sondern wissenschaftlichen Interessen. Sie haben darüber hinaus nichts mit Observierungen im Sinne einer Kriminalermittlung oder Überwachung zu tun.